# Агабеим-ага
Агабеи́м-ага́ (азерб. Ağabəyim ağa; 1782, Ханкенди — 1832, Тегеран) — азербайджанская поэтесса, дочь второго Карабахского хана Ибрагим Халил-хана, супруга иранского шаха Фетх Али-шаха Каджара, тётя поэтессы Хуршидбану Натаван. Писала под псевдонимом Агабаджи́.

## Жизнь и творчество
Дочь Карабахского хана Ибрагим хана Агабеим-ага в молодости была влюблена в своего двоюродного брата Мухаммед-бека. Мухаммед-бек возглавлял войско хана. Вернувшись по одному важному вопросу в Шушу к Ибрагим хану, Мухаммед-бек должен был в этот же день отправиться в поход. Агабеим-ага же по этому поводу говорит:
«Əfsus ki, yarım gecə gəldi, gecə getdi 
 Heç bilmədim ömrüm necə gəldi, necə getdi...»  (азерб.)
После убийства в Карабахе Ага Мохаммед Шаха Каджара, Ибрагим хан для нормализации отношений с Ираном, выдал свою дочь Агабеим-агу за нового шаха, племянника Ага Мохаммед Шаха Фетхали-шаха и отправил в Тегеран.

### Супруга шаха Ирана
Агабеим-ага привезла с собой в Тегеран из Карабаха 200 личных слуг  (amalajat-i shakhsi), которым была выделена сумма доходов из Кума в качестве союргала. Жёны Фетхали-шаха, когда вступали в его гарем, имели право выбирать себе любое платье из богатого шахского салона. Агабеим-ага знала, что и платье матери шаха находится там. Поэтому, как только её привели в салон, она направилась к этому платью и надела его. Увидев Агабеим-агу в платье своей матери, Фетхали-шах был поражён и никогда к ней не прикасался. Как отмечает Адольф Берже, самой красивой женой Фатали шаха была Агабеим-Ага, именно она получила письмо и подарки от английской королевы и написала ответ.
Благодаря своему уму, Агабеим-ага так понравилась шаху, что тот назначил её главной женой в гареме и даровал ей богатое платье с жемчугами.
Агабеим-ага тосковала по Родине и выражала свою тоску в стихах-баяты (четверостишиях):
«Mən aşiqəm, Qarabağ
 Şəki, Şirvan, Qarabağ 
Tehran cənnətə dönsə
 Yaddan çıxmaz Qarabağ»  (азерб.)

## Агабеим-ага в искусстве

Гюнеш Алиева в роли Агабеим-аги в фильме Судьба повелителя

В 2008 году был снят фильм «Судьба повелителя», в котором рассказывалось о периоде в истории Карабахского ханства во время правления Ибрагим-хана. В фильме роль Агабеим-аги, дочери хана, исполнила Гюнеш Алиева.